# 정합
정합(整合)은 어떤 지층 위에 다른 지층이 큰 시간의 간격없이 잇따라 퇴적한 상태를 가리킨다. 반대되는 상태는 부정합이라고 부른다. 쌓이는 동안 침식과 퇴적 등으로 생기는 시간적 공백이 없는 퇴적층만을 칭한다. 예를 들어, 평행한 퇴적층 사이에 마그마가 평행하게 들어가 정합으로 보이더라도 이것은 정합과는 다른 난정합이라고 부른다.

## 같이 보기
- 부정합